# Monestir de Vrdnik-Ravanica
El monestir de Vrdnik-Ravanica (en sèrbi: Манастир Врдник-Раваница, Manastir Vrdnik-Ravanica) és un monestir ortodox serbi de la muntanya de Fruška Gora, a la província sèrbia de la Voivodina. Com la majoria de monestirs de la zona, la data de la fundació de Vrdnik és incerta. Documents turcs assenyalen que la construcció de l'Església es va realitzar durant la segona meitat del segle xvi, en època del Metropolità Serafí. Després de romandre abandonat, monjos provinents del monestir de Ravanica van traslladar-se a Vrdnik el 1697, i van rehabilitar-lo. Per aquest fet, el monestir ha estat conegut com el Nou Ravanica, el Ravanica de Fruška Gora, o Vrdnik-Ravanica Entre altres objectes, els monjos van traslladar-hi les relíquies del Príncep Lazar, que van romandre al monestir fins a la Segona Guerra Mundial, quan van ser traslladades a Belgrad per protegir-les dels saquejos.